# Neopachygaster eisentrauti
Neopachygaster eisentrauti är en tvåvingeart som beskrevs av Lindner 1972. Neopachygaster eisentrauti ingår i släktet Neopachygaster och familjen vapenflugor. Inga underarter finns listade i Catalogue of Life.